# Vụ đắm thuyền Kwara
Vụ đắm thuyền Kwara xảy ra vào ngày 13 tháng 6 năm 2023 khi một con tàu bị lật sau khi bị đâm vào một thân cây và chìm ở phần sông Niger thuộc Nigeria. including at least 35 children.
Theo thông tin, chiếc thuyền được chở tới 300 người và đang đi giữa Bang Niger và Bang Kwara thì bị đắm khiến ít nhất 100 người thiệt mạng. Con thuyền chìm vào khoảng 3 giờ sáng, rất ít người còn biết về số phận của con thuyền cho đến vài giờ sau khi bị đắm.
Theo một người dân địa phương đã cho biết, các nạn nhân có bao gồm cả phụ nữ và trẻ em đang trở về sau một lễ cưới diễn ra ở làng Egboti thuộc bang Niger.